# L'inverno
Pour plus de détails, voir Fiche technique et Distribution.
L'inverno est un film italien réalisé par Nina Di Majo, sorti en 2002.

## Synopsis
C'est l'histoire de deux couples citadins, Leo et Marta, et Gustavo et Anna. Leo est un jeune écrivain qui cherche à sortir de l'ombre. Marta souhaiterait ouvrir une galerie d'art. Gustavo, la cinquantaine, est un homme d'affaires qui entretient une liaison avec Anna, une traductrice de romans. Dans chacun de ces couples, et malgré les apparences, la communication avec le partenaire s'avère difficile, l'avenir incertain.

## Fiche technique
- Titre original : L'inverno
- Réalisation : Nina Di Majo
- Scénario : Nina Di Majo
- Musique : Frame
- Photographie : Cesare Accetta
- Montage : Giogiò Franchini
- Son : Gianluca Basili, Andrea Lancia, Paolo Segat, Antonio Tirinelli
- Producteurs : Giorgio Magliulo, Donatella Palermo, Viola Prestieri, Gennaro Formisano
- Sociétés de production :  Dodici Dicembre, Farfilms, Rai Cinema
- Pays de production : Italie
- Format : couleur
- Genre : Drame
- Durée : 97 minutes
- Date de sortie :
  - Italie : 8 février 2002

## Distribution
- Valeria Golino : Anna
- Valeria Bruni Tedeschi : Marta
- Fabrizio Gifuni : Leo
- Paolo Paoloni : Eddy
- Yorgo Voyagis : Gustavo
- Alberto Di Stasio : Sandro
- Romuald Andrzej Klos : Pit